# Nils Schiffhauer
Nils Schiffhauer (* 1955) ist ein deutscher Sachbuchautor.
Er veröffentlichte zahlreiche Sachbücher und Zeitschriftenartikel im Bereich der Unterhaltungselektronik, hauptsächlich auf dem Gebiet der Weltempfänger und des Kurzwellenrundfunks, des CB-Funks und des Amateurfunks.
Auch in überregionalen Tageszeitungen wurden Artikel von ihm veröffentlicht.
Nils Schiffhauer ist Funkamateur (Rufzeichen DK8OK) und wohnt in Burgdorf (Region Hannover).

## Veröffentlichungen (Auswahl)
- Oldie-KW-Empfänger. Verlag für Technik und Handwerk, Baden-Baden 1987.
- Scanner. 3. Auflage, Siebel Verlag, Meckenheim 1995.
- Amateurfunk mit PC und Soundcard.  Verlag für Technik und Handwerk, Baden-Baden 2001.
- Kurzwellenempfang heute.  Verlag für Technik und Handwerk, Baden-Baden 2012.
- Die ganze Welt für kleines Geld.  Verlag für Technik und Handwerk, Baden-Baden 2013.
- Amateurfunk heute. Verlag für Technik und Handwerk, Baden-Baden 2013.
- Professioneller Kurzwellenfunk. Verlag für Technik und Handwerk, Baden-Baden 2014.